# Race alpine

Type alpin, italien du Piémont par William Z. Ripley, The Races of Europe (1899)

La « race alpine »(Homo alpinus) était l'une des trois « sous-races » dans laquelle la « race caucasienne » a été classée par la plupart des anthropologues entre la fin du XIXe siècle et le milieu du XXe siècle. La « race alpine » était alors identifiée comme la descendante des Celtes résidant en Europe centrale au Néolithique.
L'anthropologue américain Carleton S. Coon a déclaré qu'il s'agissait du type « racial » le plus courant en France. On disait[évasif] que le type était répandu dans toute l'Europe et même en Asie occidentale, mais surtout dans et autour de l'Europe centrale.

## Histoire
En France, en 1933, George Montandon, dans son ouvrage La Race, les races. Mise au point d'ethnologie somatique, propose une taxonomie des « races » qui divise l'espèce humaine en cinq « grandes races » elles-mêmes divisées en « races », puis en « sous-races » et en « groupes somatiques ».
La Sous-race alpine, qui est spécifiée comme celtique, cévénole, occidentale, alpo-carpathienne, fait partie de la Race alp-arménienne, qui avec les « races » laponienne, aïnienne brune (méditerranéenne), forme la Grand-race europoïde (pp. 237-269).
Dans cet ouvrage Montandon propose une typologie « raciale » de nature zoologique et somatique, du type de celle de Georges Vacher de Lapouge.
Hans Günther, théoricien du racisme hitlérien, qualifiait les Alpins de « bas criminels, tricheurs dès le bas âge, voleurs et sexuellement pervertis ».